# 3BV
3BVは「Bechtel's Board Benchmark Value」を省略したものである。これはマインスイーパというコンピューターゲームの盤面の難易度を定義するための手段である。この記事を理解するにはマインスイーパのルールを知っておくと便利である。

## 歴史
Stephan Bechtelはマインスイーパの盤面をクリアするために必要な最少左クリック数を数えた最初の人物だと考えられている。2002年6月、彼はこの方法をマインスイーパのゲストブックに書き込んだ。すぐに、Benny Benjaminはこの方法の名前として3BVという用語を作った。そしてその後の2ヶ月間で、Yoni RollとBenny Benjaminはマインスイーパの盤面の画像を分析し、その盤面の3BVを示す「Minesweeper Board Reader」という名前のプログラムを作成した。2003年、Sorin Maneaはマインスイーパのプレイを記録するプログラムを改良し、クリック回数だけでなくその盤面の3BVを表示するようにした。これはプレイした盤面の3BV/s（1秒間あたりの3BV）を計算した最初のプログラムでもあった。2004年、Rodrigo Silveiraは盤面に3BVを表示する能力、生成する盤面の3BVの範囲を選択する能力、クリアした盤面の3BVの統計をすべてひとつのファイルに保存する能力のような、3BVに関連したたくさんの特徴を持つ「Minesweeper Clone」を発表した。プレイの履歴を表現するより簡単な方法のおかげで、ある3BVでの盤面（クリアした盤面限定）の分布を分析することができる。また、生成した盤面の3BVの分布の表を表示することのできるプログラムもあった。

## 方法
3BVというのは、地雷以外のすべての升目を開くのに必要な最小左クリック数のことである。
- 盤面の空白部をそれぞれ1とする。（境界の数字の升目も含む）
- 地雷ではないが数字が書いてあり、空白部の境界ではない升目をそれぞれ1とする。

この2つの合計が盤面全体の3BVである。

## 3BV/s
3BV/sは1秒間あたりの3BVを意味する。もし3BVが17である盤面が6.14秒でクリアされたとしたら、3BV/sは3.31となる。
```
公式 3BV/s＝3BV/(時間-1)
```

マインスイーパの盤面をクリアするのに必要な時間は、その盤面の難易度に非常に高く依存しているので、ハイスコアを比べるのは最もいい方法では必ずしもない。一方、3BV/sはクリアするのに必要な時間だけでなくマインスイーパの盤面の難易度も考慮される。最高のマインスイーパプレイヤーたちの中では、3BV/sの記録というのはたいていの場合ハイスコアほどは重要ではないが、マウスの操作を配慮してどれだけ早くプレイすることができるのかという想像を与えてくれる。
旗を立てる設定にしている場合、それぞれの盤面の3BVより少ないクリック数でクリアすることが可能である。左クリックしか使わないことは旗無し（non-flagging：nf）と呼ばれており、右クリックで地雷に旗を立てることを旗立て（flagging-style）と呼ぶ。